# Valerie Davies
Valerie Davies   (Cardiff, 29 de juny de 1912 - Newport, 2 d'agost de 2001) va ser una nedadora gal·lesa que va competir durant les dècades de 1920 i 1930.
El 1932 va prendre part en els Jocs Olímpics de Los Angeles, on disputà tres proves del programa de natació. Guanyà la medalla de bronze en les prova dels 100 metres esquena i 4x100 metres lliures del programa de natació. En aquesta darrera prova va compartir equip amb Margaret Cooper, Edna Hughes i Helen Varcoe. En els 100 metres lliures quedà eliminada en sèries.
En el seu palmarès també destaquen dues medalles en els 4x100 metres lliures al Campionat d'Europa de natació. D'or el 1927 i de plata el 1931. Als Jocs de la Commonwealth guanyà quatre medalles, dues de plata i una bronze el 1930 i una de bronze el 1934.